# Лутугинський район
Луту́гинський райо́н — колишній район України на півдні Луганської області. З північної сторони район межує з Луганськом. Районний центр — Лутугине. Населення становить 65 401 особи (на 1 січня 2019). Площа району 1057 км². Утворено 1965 року. Розташований на тимчасово окупованих територіях Луганської області. Зараз є частиною Луганського району.

## Географія

### Розташування
Площа району — 1,057 тис. км², 4,0 % від території Луганської області, 15 місце серед районів області. Загальна земельна площа — 105,7 тис.га, у тому числі: сільськогосподарські угіддя — 70,3 тис.га, із них: рілля — 71,5 тис.га. Ліси й інші лісовкриті площі — 9,1 тис.га.
Відстань від Лутугиного до Луганська:
- залізницею 22 км
- шосейними дорогами 22 км.

### Геологія
Район багатий на поклади енергетичного та коксуючого вугілля, видобуток якого ведеться трьома шахтами ВП "Шахта «Лутугинська», ДВАТ "Шахта «Білоріченська», ВП «Шахта ім. XIX з'їзду КПРС». На території району широко розповсюджені поклади пісковиків, вапняків, мергелів, суглинків, пісків, які використовуються як природні будівельні матеріали та як сировина для їх виготовлення (ВАТ «Успенський кар'єр» та ВАТ «Георгіївський завод» будівельних матеріалів).

### Рельєф
Поверхня північної частини — хвиляста рівнина (висота 50-100 м), центральної і південної — підвищена хвиляста, хвилясто-пасмова лісова рівнина (висота 250—300 м), дуже розчленована.

### Клімат
Середньорічні температури: (+) 9,4 °C, літня — (+)22 °C, зимова — (-)6,8 °C. Кількість опадів — 464 мм на рік.

### Гідрологія
Територією району протікають річки Лугань (на північній межі району) та її притоки Біла та Вільхова, Луганчик, Велика Кам'янка (притока Сіверського Дінця).

### Ґрунти
Основні типи ґрунтів — чорноземи звичайні середньогумусні (30,7 % площі району).

### Флора
Район розташований в Донецькій південно-степовій фізико-географічній провінції. Природна рослинність (різнотравно-типчаково-ковилова) збереглась лише на схилах балок, пасом. Ліси (дуб, ясен, берест, липа, груша дика) байрачного типу, розташовані в основному в балках. Площа лісів і лісових насаджень 6,9 тис. га.
На території району трапляються рослини, занесені до Червоної книги України:
- гісоп крейдяний (Hyssopus cretaceus), Біле, Весела Тарасівка, Успенка;
- громовик донський (Onosma tanaitica), Біле, Весела Тарасівка;
- келерія Талієва (Koeleria talievii), ендемік середньої течії Сіверського Дінця;
- ковила волосиста (Stipa capillata), вузьколиста (Stipa tirsa), дніпровська (Stipa borysthenica), Залеського (Stipa zalesskii), Лессінга (Stipa lessingiana), найкрасивіша (Stipa pulcherrima), пухнастолиста (Stipa dasyphylla) і українська (Stipa ucrainica) — численні популяції в степу;
- льонок крейдяний (Linaria cretacea), Біле, Весела Тарасівка;
- пирій ковилолистий (Elytrigia stipifolia);
- півонія тонколиста (Paeonia tenuifolia), Оріхівка, Ковпакове;
- полин суцільнобілий (Artemisia hololeuca), Біле, Весела Тарасівка;
- рябчик малий (Fritillaria meleagroides);
- сон чорніючий (Pulsatilla pratensis);
- тюльпан дібровний (Tulipa quercetorum) і змієлистий (Tulipa ophiophylla), байрачні ліси;
- шафран сітчастий (Crocus reticulatus), звичайна рослина дібров.

### Охорона природи
У районі — 5 пам'яток природи місцевого значення. На території району розташовані такі об'єкти і території природно-заповідного фонду України:
- Менчікурівський розріз — пам'ятка природи геологічна;
- Балка Довга — пам'ятка природи геологічна;
- Балка Безіменна — пам'ятка природи геологічна;
- Балка Кривенький яр — пам'ятка природи геологічна;
- Юр'ївська — пам'ятка природи геологічна;
- Іллірійський — заказник загальнозоологічний;
- Балка Плоска — пам'ятка природи ботанічна;
- Знам'янський яр — пам'ятка природи ботанічна;
- Лісне — заказник ботанічний;
- Першозванівський — ландшафтний заказник.

## Історія
Початок нинішньому місту поклало будівництво першого в Росії чавуноливарного заводу з виробництва валків, розпочате в 1896 році бельгійським акціонерним товариством. Дешеву робочу силу будівництву постачали ближні села Успенка і Коноплянівка. У 1897 році були споруджені дерев'яні бараки для селян, що приїхали на роботу з Орловської та Курської губерній. Декілька кам'яних будинків склали Адміністративну колону, де мешкали спеціалісти-іноземці та керівники заводу. Так утворилося невелике, спочатку безіменне селище. В 1914 році, коли була збудована залізнична станція, селище на правому березі річки Вільхівка одержало назву Шмідтівка. Селище входило до складу Успенської волості Слов'яносербського повіту Катеринославської губернії. Проживало в ньому 1200 чоловік.
У 1925 році Шмідтівка була перейменована на честь видатного дослідника Донбасу геолога Леоніда Івановича Лутугіна.
У 1945 році до Успенського району (а також до Новоайдарського і Міловського районів) із земель, що після Другої світової війни відійшли до Польщі, «добровільно-примусово» переселили лемків. Найбільше на Луганщині їх мешкає в селі Переможне..
12 листопада 1965 року селище Лутугине одержало статус міста. Тоді ж воно стало центром адміністративного району.

## Адміністративний устрій
Адміністративно-територіально район поділяється на 8 селищних рад та 8 сільських рад, які об'єднують 45 населених пунктів і підпорядковані Лутугинській районній раді. Адміністративний центр — місто Лутугине.
Зняті з обліку: Азарівка.

## Економіка
Структура промислового виробництва (у % до обсягу виробництва району): Добувна промисловість 47,8
- видобування енергетичних матеріалів 47,3
- видобування неенергетичних матеріалів 0,5

Обробна промисловість 51,4 з неї:
- Харчова промисловість та перероблення 0,7
- Хімічна і нафтохімічна промисловість — 0,8
- Виробництво інших неметалевих мінеральних виробів — 1,1
- Металургія та оброблення металу — 48,8
- Виробництво та розподілення електроенергії, газу, тепла, води — 0,8

У 2004 році прийнято до експлуатації 52.5 км газових мереж при запланованих 28,6 км. Газифіковано 902 будинки та квартири у м. Лутугине та с. Георгіївка, Успенка.
Всього в районі експлуатується 250 км газових мереж. Газифіковано 12 населених пунктів, 10,5 тис. будинків та квартир.

## Транспорт
Районом проходить автошлях E40М04.

## Населення
Розподіл населення за віком та статтю (2001)
| Стать | Всього | До 15 років | 15-24 | 25-44  | 45-64  | 65-85 | Понад 85 |
| --- | ------ | ----------- | ----- | ------ | ------ | ----- | -------- |
| Чоловіки | 34 087 | 5903        | 5339  | 10 149 | 8446   | 4129  | 121      |
| Жінки | 40 017 | 5542        | 4829  | 10 609 | 10 937 | 7467  | 633      |
| \| Статево-вікова піраміда \| Статево-вікова піраміда \| Статево-вікова піраміда \| \| ----------------------- \| ----------------------- \| ----------------------- \| \| Чоловіки \| Вік \| Жінки \| \| 121 \| 85 + \| 633 \| \| 167 \| 80-84 \| 643 \| \| 674 \| 75-79 \| 1668 \| \| 1603 \| 70-74 \| 2745 \| \| 1685 \| 65-69 \| 2411 \| \| 2473 \| 60-64 \| 3957 \| \| 1118 \| 55-59 \| 1524 \| \| 2110 \| 50-54 \| 2510 \| \| 2745 \| 45-49 \| 2946 \| \| 3283 \| 40-44 \| 3397 \| \| 2586 \| 35-39 \| 2726 \| \| 2082 \| 30-34 \| 2283 \| \| 2198 \| 25-29 \| 2203 \| \| 2505 \| 20-24 \| 2226 \| \| 2834 \| 15-20 \| 2603 \| \| 2841 \| 10-14 \| 2584 \| \| 1789 \| 5-9 \| 1797 \| \| 1273 \| 0-4 \| 1161 \| |        |             |       |        |        |       |          |
| Статево-вікова піраміда |        |             |       |        |        |       |          |
| Чоловіки | Вік    | Жінки       |       |        |        |       |          |
| 121 | 85 +   | 633         |       |        |        |       |          |
| 167 | 80-84  | 643         |       |        |        |       |          |
| 674 | 75-79  | 1668        |       |        |        |       |          |
| 1603 | 70-74  | 2745        |       |        |        |       |          |
| 1685 | 65-69  | 2411        |       |        |        |       |          |
| 2473 | 60-64  | 3957        |       |        |        |       |          |
| 1118 | 55-59  | 1524        |       |        |        |       |          |
| 2110 | 50-54  | 2510        |       |        |        |       |          |
| 2745 | 45-49  | 2946        |       |        |        |       |          |
| 3283 | 40-44  | 3397        |       |        |        |       |          |
| 2586 | 35-39  | 2726        |       |        |        |       |          |
| 2082 | 30-34  | 2283        |       |        |        |       |          |
| 2198 | 25-29  | 2203        |       |        |        |       |          |
| 2505 | 20-24  | 2226        |       |        |        |       |          |
| 2834 | 15-20  | 2603        |       |        |        |       |          |
| 2841 | 10-14  | 2584        |       |        |        |       |          |
| 1789 | 5-9    | 1797        |       |        |        |       |          |
| 1273 | 0-4    | 1161        |       |        |        |       |          |

Етнічний склад населення району на 2001 рік був представлений наступним чином:
- українці — 71 %;
- росіяни — 26,7 %;
- білоруси — 0,7 %
- інші національності — 1,7 %[6]

Етномовний склад сільських та міських рад району (рідна мова населення) за переписом 2001 року, %
|                            | російська | українська | вірменська | циганська | білоруська |
| ЛУТУГИНСЬКИЙ РАЙОН         | 49,8      | 49,3       | 0,2        | 0,2       | 0,1        |
| -------------------------- | --------- | ---------- | ---------- | --------- | ---------- |
| м. ЛУТУГИНЕ                | 56,9      | 42,4       | 0,3        | 0,0       | 0,1        |
| смт БІЛЕ                   | 55,1      | 44,6       | 0,1        |           | 0,2        |
| смт БІЛОРІЧЕНСЬКИЙ         | 74,7      | 24,8       | 0,0        |           | 0,2        |
| смт ВРУБІВСЬКИЙ            | 73,3      | 26,2       | 0,2        |           |            |
| смт ГЕОРГІЇВКА             | 29,2      | 69,0       | 0,1        | 1,4       | 0,1        |
| смт ЛЕНІНА                 | 68,7      | 30,8       |            |           | 0,4        |
| смт УСПЕНКА                | 29,7      | 69,4       | 0,4        | 0,2       | 0,1        |
| смт ЧЕЛЮСКІНЕЦЬ            | 65,6      | 33,2       | 0,3        |           | 0,1        |
| смт ЮР'ЇВКА                | 60,8      | 39,0       |            |           | 0,1        |
| ВЕСЕЛОТАРАСІВСЬКА сільрада | 37,2      | 61,2       |            |           | 0,2        |
| ВОЛНУХИНСЬКА сільрада      | 29,2      | 69,5       | 0,8        |           | 0,1        |
| ІЛЛІРІЙСЬКА сільрада       | 15,3      | 84,2       | 0,1        |           | 0,1        |
| КАМ'ЯНСЬКА сільрада        | 12,6      | 82,7       |            |           |            |
| ОРІХІВСЬКА сільрада        | 83,1      | 15,8       | 0,1        |           |            |
| ПЕРШОЗВАНІВСЬКА сільрада   | 16,9      | 82,1       | 0,7        |           | 0,1        |
| РОЗКІШНЕНСЬКА сільрада     | 57,1      | 42,4       | 0,2        |           | 0,1        |
| ФАБРИЧНЕНСЬКА сільрада     | 65,8      | 34,2       |            |           |            |

Станом на 01.01.2005 р.
наявне населення — 71,6 тис. осіб, або 2,9 % від населення Луганської області, 2 місце серед районів області.
у тому числі:
- міського — 52,1 тис.осіб;
- сільського — 19,5 тис.осіб.